# François Guillaume de Castelnau-Clermont-Lodève
François Guillaume de Castelnau-Clermont-Lodève (Clermont-Lodève, 1480 - Avinhão, 13 de março de 1541) foi um cardeal francês do século XVII.

## Primeiros anos
Nasceu em uma família nobre, como quarto filho de Pierre Guillaume de Castelnau, signeur de Clermont-Lodève, grande sénéchal da França, e Catherine d'Amboise. Seu sobrenome também está listado em Clermont-Lodève; e apenas como Clermont. Sobrinho do Cardeal Georges I d'Amboise (1498), por parte de mãe. Primo do Cardeal Luís II d'Amboise (1506). Relacionado aos cardeais Georges d'Armagnac (1544) e Georges II d'Amboise (1545).
Educado por seu tio, o cardeal; obteve uma licenciatura em teologia. Depois foi, reitor de Beaumont; cânon do capítulo da catedral de Albi; abade comendatário do mosteiro beneditino de Saint-Thibery, diocese de Agde, 1499; renunciou após sua promoção ao cardinalato. Protonotário Apostólico.

## Episcopado
Nomeado administrador da Sé de Saint Pons de Tomières, em 17 de novembro de 1501. Promovido à Sé Metropolitana de Narbonne, em 22 de junho de 1502; ainda não tinha recebido a ordenação sacerdotal; ocupou a sé até sua morte. Prior de Notre-Dame du Parc, diocese de Rouen, 6 de dezembro de 1502.

## Cardinalato
Criado cardeal-diácono no consistório de 29 de novembro de 1503; publicado e recebeu o chapéu vermelho em 4 de dezembro e a diaconia de S. Adriano em 6 de dezembro de 1503. Abade commendatario de Saint-Pierre de Jumièges, 1505-1510. Castelnau-Clermont-Lodève foi transferido para a Sé de Auch em 4 de julho de 1507; recebeu o pálio em 30 de julho de 1518; renunciou ao governo da Sé em 14 de junho de 1538.
Embaixador do Rei Luís XIII junto ao Papa Júlio II, que estava desgostoso com a França, 1507. Nomeado bispo de Senez, 1508; ocupou a sé até 19 de setembro de 1509. Enviado em missão a Milão e depois a Rouen; o cardeal retornou a Roma por mar no domingo, 15 de outubro de 1508. Seu palácio episcopal em Auch foi ocupado por um grupo de rebeldes e o Papa Júlio II pediu ao Parlamento de Toulouse que os punisse. Optou pelo título de S. Stefano al Monte Celio em 2 de maio de 1509; manteve a diaconia de S. Adriano em comenda até 17 de março de 1511. Camerlengo do Sagrado Colégio dos Cardeais, 1509-1510. Em 29 de junho de 1510, foi detido com um de seus primos e encarcerado por algum tempo no Castelo Sant'Angelo por querer sair de Roma sem a permissão do papa. Assinou a bula de convocação do V Concílio de Latrão, 1511.
Castelnau-Clermont-Lodève foi administrador da Sé de Saint Pons de Tomières, de 9 de julho de 1511 até 28 de julho de 1514; em troca recebeu a cidade e a maison de Villeneuve naquela diocese. Abade comendatário de Saint-Pierre de Lagny, 1512-1521. Legado em Avinhão até sua morte. Não participou do conclave de 1513, que elegeu o Papa Leão X. O papa o confirmou como prior comendatário do priorado agostiniano de Santa Maria de la Fuente de Dios Tanbien, diocese de Astorga, 19 de março de 1513. Abade comendatário das abadias de San Pedro de Besalu, diocese de Gerona, 1513 a 1516. Cardeal protopresbítero, junho de 1521. Abade comendatário de Saint-Martin de Villamagne, diocese de Béziers, 1521-1528. Também não participou do conclave de 1521-1522, que elegeu o Papa Adriano VI. Chegou a Roma como embaixador e legado francês em Avinhão, em 6 de dezembro de 1522; retornou a Avinhão em 23 de junho de 1523. Nomeado bispo de Valence em 11 de janeiro de 1523; renunciou à sé em favor de seu sobrinho Antoine du Vesc, em 10 de maio de 1531. Participou do conclave de 1523, que elegeu o Papa Clemente VII. Promovido a ordem dos cardeais-bispos e a sé suburbana de Frascati em 18 de dezembro de 1523. Nomeado bispo de Agde em 10 de maio de 1531; ocupou a sé até sua morte. Não participou do conclave de 1534, que elegeu o Papa Paulo III. Administrador da Sé de Saint Pons de Tomières, 20 de novembro de 1534; renunciou ao cargo em 24 de março de 1539.
François Guillaume de Castelnau-Clermont-Lodève morreu em Avinhão pouco antes de 13 de março de 1541. Enterrado na igreja dos Celestinos em Pont-sur-Sorgues.